# Lasianthus hispidus
Lasianthus hispidus är en måreväxtart som beskrevs av Adolph Daniel Edward Elmer. Lasianthus hispidus ingår i släktet Lasianthus och familjen måreväxter.
Artens utbredningsområde är Filippinerna. Inga underarter finns listade i Catalogue of Life.